# Análise (filosofia)
Em filosofia, a análise filosófica é qualquer uma das várias técnicas usadas a fim de "decompor" (ou seja, analisar) questões filosóficas. Indiscutivelmente a mais proeminente dessas técnicas é a análise de conceitos (conhecida como análise conceitual). É um método utilizado ao menos desde os tempos de Platão e Aristóteles, mas contemporaneamente suas técnicas tornaram-se características da filosofia analítica, entre o final do século XIX e o início do século XX, tipicamente utilizadas pelos filósofos desta tradição.

## História

### Antiguidade
Sofistas como Górgias realizaram análise filosófica, com este último inaugurando a decomposição do conceito de "não-ser" no seu Tratado do Não-Ser; porém foi Platão o primeiro a descrever métodos de análise na dialética, tal como a sua chamada diérese, envolvendo decomposição de conceitos e também sua síntese, a partir da semântica e suas relações lógicas e epistêmicas com a Teoria das Ideias, como no seu diálogo Fedro 265e:
"Aquele [princípio] de se cortar a forma novamente, em classes, em relação às suas articulações naturais, e não tentando quebrar qualquer parte, como um péssimo açougueiro"
Apesar de a ter realizado, Platão, porém, não utilizou o termo ἀνάλυσις, apenas "síntese", e isso em um sentido pré-filosófico em referência à arte da tecelagem. Diógenes Laércio afirma que Platão "foi o primeiro a explicar a Leodamas de Tasos o método de resolver problemas por análise", transpondo filosoficamente segundo as aplicações precedentes que já eram empregadas na geometria, mas expandindo a técnica à aplicação axiomática. Aristóteles utiliza o conceito de análise pressupondo seu uso corrente da matemática das figuras.

## Filosofia analítica
Os filósofos analíticos viram a análise lingüística e conceitual como um modo de chegar à compreensão sobre temas vistos tradicionalmente como problemas na filosofia. Alguns, pioneiros, como Frege, buscaram uma linguagem científica à qual a linguagem ordinária pudesse ser reduzida. Outros, posteriores, como John L. Austin, viram a linguagem ordinária como o ponto de partida inevitável para o esclarecimento através da análise.
No início, a filosofia analítica propos-se a analisar conceitos para resolver problemas filosóficos. A análise conceitual apresentou-se, para autores como Frege, Russell (durante algum tempo) e Wittgenstein (idem), como a tarefa de traduzir frases da linguagem ordinária para uma linguagem científica, livre de ambigüidades, tal como a conceitografia de Frege. 
A tradução de frases da linguagem ordinária é uma maneira de se reduzir as frases da mesma às frases da linguagem científica. Tal redução se dá pela decomposição do discurso ordinário aos seus elementos lógicos, os quais são distintos dos seus elementos gramaticais.
No atomismo lógico, a tarefa de decompor o discurso ordinário, através de uma linguagem científica, levou à busca dos elementos últimos da lógica, os quais seriam igualmente (isomorfismo) os elementos últimos da realidade.

### Método de análise
Embora a análise seja característica da tradição analítica na filosofia, o que deve ser analisado (o analysandum) muitas vezes varia. Em seus artigos, os filósofos podem se concentrar em diferentes áreas. Pode-se analisar fenômenos linguísticos, como sentenças , ou fenômenos psicológicos, como dados dos sentidos. No entanto, sem dúvida, as análises mais proeminentes são escritas sobre conceitos ou proposições e são conhecidas como análise conceitual (Foley 1996).
A análise conceitual consiste principalmente em decompor ou analisar conceitos em suas partes constituintes, a fim de obter conhecimento ou uma melhor compreensão de uma questão filosófica particular na qual o conceito está envolvido (Beaney 2003). Por exemplo, o problema do livre-arbítrio na filosofia envolve vários conceitos-chave, incluindo os conceitos de liberdade, responsabilidade moral, determinismo, habilidade , etc. problema e ver como eles interagem. Assim, no debate de longa data sobre se o livre-arbítrio é compatível com a doutrina do determinismo, vários filósofos propuseram análises dos conceitos relevantes para defender tanto o compatibilismo quanto o incompatibilismo.
Um exemplo famoso de análise conceitual no seu melhor é dado por Bertrand Russell em sua teoria das descrições. Russell tentou analisar proposições que envolviam descrições definidas (como "O espião mais alto"), que selecionam um indivíduo único, e descrições indefinidas (como "um espião"), que selecionam um conjunto de indivíduos. Tomemos como exemplo a análise de Russell de descrições definidas. Superficialmente, descrições definidas têm a forma padrão de sujeito-predicado de uma proposição. 
Por exemplo, "O atual rei da França é careca" parece estar indicando "calvície" do sujeito "o atual rei da França". No entanto, Russell observou que isso é problemático, porque não há rei atual da França (a França não é mais uma monarquia). Normalmente, para decidir se uma proposição da forma padrão sujeito-predicado é verdadeira ou falsa, verifica-se se o sujeito está na extensão do predicado. A proposição é então verdadeira se e somente se o sujeito estiver na extensão do predicado. 
O problema é que não há rei atual da França, então o atual rei da França não pode ser encontrado na lista de coisas carecas ou não-carecas. Assim, parece que a proposição expressa por "O atual rei da França é careca" não é verdadeira nem falsa. No entanto, analisando os conceitos e proposições relevantes, Russell propôs que o que as descrições definidas realmente expressam não são proposições da forma sujeito-predicado, mas expressam proposições existencialmente quantificadas. 
Assim, "O atual rei da França" é analisado, de acordo com a teoria das descrições de Russell, como "Existe um indivíduo que é atualmente o rei da França, existe apenas um desses indivíduos, e esse indivíduo é careca". Agora pode-se determinar o valor de verdade da proposição. Na verdade, é falso, porque não é o caso de existir um único indivíduo que é atualmente o rei da França e é careca – já que não há nenhum rei da França atual (Bertolet 1999).

## O paradoxo da análise
Se a análise não acrescenta nada ao analisado, isto é, se ela apenas decompõe o analisado, qual pode ser seu valor? C.H. Lanford formula o paradoxo da análise da seguinte maneira:
"Se a expressão verbal representando o analysandum [aquilo que está sendo analisado] tem o mesmo significado que a expressão verbal representando o analysans [o resultado da análise], [então] a análise estabelece uma simples identidade e é trivial; mas se as duas expressões verbais não tem o mesmo significado, a análise é incorreta." (Citação em Paul Arthur Schilpp, organizador, The Philosophy of G.E. Moore, La Salle, Open Court, 1968, apud Danilo Marcondes, Filosofia Analítica, Rio de Janeiro, Jorge Zahar Editor, 2004, páginas 16-17)
A resposta ao paradoxo é que a análise não deve trazer alteração no objeto analisado, embora deva levar a alguma alteração no sujeito, pois a análise o leva a compreender melhor o que antes lhe parecia mais obscuro e confuso. Assim, analisar é buscar esclarecimento.

## Críticas
Embora o método de análise seja característico da filosofia analítica contemporânea, seu status continua sendo fonte de grande controvérsia mesmo entre os filósofos analíticos. Várias críticas atuais ao método analítico derivam da famosa Rejeição de W.V. Quine à distinção analítico-sintética. Embora a crítica de Quine seja bem conhecida, é altamente controversa.
Além disso, o método analítico parece contar com algum tipo de estrutura de definição de conceitos, para que se possa dar condições necessárias e suficientes para a aplicação do conceito. Por exemplo, o conceito "solteiro" é frequentemente analisado como tendo os conceitos "solteiro" e "homem" como seus componentes.
Assim, a definição ou análise de "solteiro" é considerada um homem solteiro. Mas pode-se temer que essas chamadas condições necessárias e suficientes não se apliquem a todos os casos. Wittgenstein, por exemplo, argumenta que a linguagem (por exemplo, a palavra 'solteiro') é usada para vários propósitos e de um número indefinido de maneiras. A famosa tese de Wittgenstein afirma que o significado é determinado pelo uso. Isso significa que, em cada caso, o significado de 'solteiro' é determinado pelo seu uso em um contexto.
Assim, se pode ser demonstrado que a palavra significa coisas diferentes em diferentes contextos de uso, então casos em que seu significado não pode ser essencialmente definido como 'solteiro casado' parecem constituir contra-exemplos a esse método de análise. Este é apenas um exemplo de uma crítica ao método analítico derivada de uma crítica das definições. Existem várias outras críticas desse tipo (Margolis & Laurence 2006). Muitas vezes se diz que essa crítica se originou principalmente com Wittgenstein.
Uma terceira crítica do método de análise deriva principalmente das críticas psicológicas da intuição. Uma parte fundamental do método analítico envolve a análise de conceitos por meio de "testes de intuição". Os filósofos tendem a motivar várias análises conceituais apelando para suas intuições sobre experimentos mentais.  Veja DePaul e Ramsey (1998) para uma coleção de ensaios atuais sobre a controvérsia sobre a análise no que se refere à intuição e equilíbrio reflexivo.
Em suma, alguns filósofos sentem fortemente que o método analítico (especialmente a análise conceitual) é essencial e define a filosofia – por exemplo, Jackson (1998), Chalmers (1996) e Bealer (1998). No entanto, alguns filósofos argumentam que o método de análise é problemático – por exemplo, Stich (1998) e Ramsey (1998). Alguns, no entanto, assumem o meio-termo e argumentam que, embora a análise seja em grande parte um método frutífero de investigação, os filósofos não devem se limitar apenas a usar o método de análise.